# Crossroads (álbum)
Crossroads es una caja recopilatoria del músico británico Eric Clapton, publicada por la compañía discográfica Polydor Records en abril de 1988. El álbum recopiló su trabajo en solitario junto a su carrera dentro de los grupos The Yardbirds, John Mayall's Blues Breakers, Cream, Blind Faith, Delaney & Bonnie y Derek and the Dominos.
Crossroads, que incluyó también varias actuaciones en directo y grabaciones de estudio inéditas, contó con las contribuciones del periodista Anthony DeCurtis para escribir las notas del álbum y del guitarrista de The Rolling Stones Ronnie Wood, que realizó la portada. Crossroads fue masterizado por Greg Calbi y recopilado por Bill Levenson. El álbum vendió más de cuatro millones de copias a nivel mundial y obtuvo seis premios, dos de ellos premios Grammy en las categorías de mejor álbum histórico y mejores notas de álbum.  

## Lista de canciones

### Edición en CD
| Disco 1 |                                                                      |                                                           |               |          |  |
| N.º     | Título                                                               | Escritor(es)                                              | Productor(es) | Duración |  |
| 1.      | «Boom Boom» (with The Yardbirds)                                     | John Lee Hooker                                           |               | 2:25     |  |
| 2.      | «Honey in Your Hips» (with The Yardbirds)                            | Keith Relf                                                |               | 2:18     |  |
| 3.      | «Baby What's Wrong» (with The Yardbirds)                             | Jimmy Reed                                                |               | 2:40     |  |
| 4.      | «I Wish You Would» (with The Yardbirds)                              | Billy Boy Arnold                                          |               | 2:19     |  |
| 5.      | «A Certain Girl» (with The Yardbirds)                                | Naomi Neville                                             |               | 2:17     |  |
| 6.      | «Good Morning, School Girl» (with The Yardbirds)                     | H.G. Demarais                                             |               | 2:45     |  |
| 7.      | «I Ain't Got You» (with The Yardbirds)                               | Calvin Carter                                             |               | 1:59     |  |
| 8.      | «For Your Love» (with The Yardbirds)                                 | Graham Gouldman                                           |               | 2:29     |  |
| 9.      | «Got to Hurry» (with The Yardbirds)                                  | Oscar Rasputin                                            |               | 2:35     |  |
| 10.     | «Lonely Years» (with John Mayall & the Bluesbreakers)                | John Mayall                                               |               | 3:17     |  |
| 11.     | «Bernard Jenkins» (with John Mayall & the Bluesbreakers)             | Eric Clapton                                              |               | 3:47     |  |
| 12.     | «Hide Away» (with John Mayall & the Bluesbreakers)                   | Freddie King · Sonny Thompson                             |               | 3:14     |  |
| 13.     | «All Your Love» (with John Mayall & the Bluesbreakers)               | Willie Dixon · Otis Rush                                  |               | 3:34     |  |
| 14.     | «Ramblin' on My Mind» (with John Mayall & the Bluesbreakers)         | Robert Johnson                                            |               | 3:07     |  |
| 15.     | «Have You Ever Loved a Woman» (with John Mayall & the Bluesbreakers) | Billy Myles                                               |               | 6:41     |  |
| 16.     | «Wrapping Paper» (with Cream)                                        | Jack Bruce · Pete Brown                                   |               | 2:21     |  |
| 17.     | «I Feel Free» (with Cream)                                           | Jack Bruce · Pete Brown                                   |               | 2:52     |  |
| 18.     | «Spoonful» (with Cream)                                              | Willie Dixon                                              |               | 6:30     |  |
| 19.     | «Hey Lawdy Mama» (with Cream)                                        | Tradicional                                               |               | 1:50     |  |
| 20.     | «Strange Brew» (with Cream)                                          | Eric Clapton · Felix Pappalardi · Gail Collins Pappalardi |               | 2:46     |  |
| 21.     | «Sunshine of Your Love» (with Cream)                                 | Eric Clapton · Jack Bruce · Pete Brown                    |               | 4:10     |  |
| 22.     | «Tales of Brave Ulysses» (with Cream)                                | Eric Clapton · Martin Sharp                               |               | 2:46     |  |
| 23.     | «Steppin' Out» (with Cream)                                          | James Bracken                                             |               | 3:31     |  |

| Disco 2 |                                                   |                                  |               |          |  |
| N.º     | Título                                            | Escritor(es)                     | Productor(es) | Duración |  |
| 1.      | «Anyone for Tennis» (with Cream)                  | Eric Clapton · Martin Sharp      |               | 2:37     |  |
| 2.      | «White Room» (with Cream)                         | Jack Bruce · Pete Brown          |               | 4:56     |  |
| 3.      | «Cross Road Blues» (with Cream)                   | Robert Johnson                   |               | 4:14     |  |
| 4.      | «Badge» (with Cream)                              | Eric Clapton · George Harrison   |               | 2:43     |  |
| 5.      | «Presence of the Lord» (with Blind Faith)         | Eric Clapton                     |               | 4:48     |  |
| 6.      | «Can't Find My Way Home» (with Blind Faith)       | Steve Winwood                    |               | 3:15     |  |
| 7.      | «Sleeping in the Ground» (with Blind Faith)       | Sam Myers                        |               | 2:50     |  |
| 8.      | «Comin' Home» (with Delaney & Bonnie & Friends)   | Eric Clapton · Bonnie Bramlett   |               | 3:13     |  |
| 9.      | «Blues Power»                                     | Eric Clapton · Leon Russell      |               | 3:06     |  |
| 10.     | «After Midnight»                                  | J.J. Cale                        |               | 3:17     |  |
| 11.     | «Let It Rain»                                     | Eric Clapton · Bonie Bramlett    |               | 5:01     |  |
| 12.     | «Tell the Truth» (with Derek and the Dominos)     | Eric Clapton · Bobby Whitlock    |               | 3:23     |  |
| 13.     | «Roll It Over» (with Derek and the Dominos)       | Eric Clapton · Bobby Whitlock    |               | 4:29     |  |
| 14.     | «Layla» (with Derek and the Dominos)              | Eric Clapton · Jim Gordon        |               | 7:07     |  |
| 15.     | «Mean Old World» (with Derek and the Dominos)     | Walter Jacobs                    |               | 3:50     |  |
| 16.     | «Key to the Highway» (with Derek and the Dominos) | Big Bill Broonzy · Charlie Segar |               | 6:27     |  |
| 17.     | «Crossroads (Live)» (with Derek and the Dominos)  | Robert Johnson                   |               | 8:17     |  |

| Disco 3 |                                                                    |                               |               |          |  |
| N.º     | Título                                                             | Escritor(es)                  | Productor(es) | Duración |  |
| 1.      | «Got to Get Better in a Little While» (with Derek and the Dominos) | Eric Clapton                  |               | 5:31     |  |
| 2.      | «Evil» (with Derek and the Dominos)                                | Willie Dixon                  |               | 4:25     |  |
| 3.      | «One More Chance» (with Derek and the Dominos)                     | Eric Clapton                  |               | 3:17     |  |
| 4.      | «Mean Old Frisco» (with Derek and the Dominos)                     | Arthur Crudup                 |               | 4:02     |  |
| 5.      | «Snake Lake Blues» (with Derek and the Dominos)                    | Eric Clapton · Bobby Whitlock |               | 3:33     |  |
| 6.      | «Let It Grow»                                                      | Eric Clapton                  |               | 4:56     |  |
| 7.      | «Ain't That Lovin' You»                                            | Jimmy Reed                    |               | 5:26     |  |
| 8.      | «Motherless Children»                                              | Tradicional                   |               | 4:51     |  |
| 9.      | «I Shot the Sheriff»                                               | Bob Marley                    |               | 7:48     |  |
| 10.     | «Better Make It Through Today»                                     | Eric Clapton                  |               | 4:05     |  |
| 11.     | «The Sky Is Crying»                                                | Elmore James                  |               | 3:57     |  |
| 12.     | «I Found a Love»                                                   | Leon Russell                  |               | 3:38     |  |
| 13.     | «It Hurts Me Too»                                                  | Mel London                    |               | 5:34     |  |
| 14.     | «Whatcha Gonna Do»                                                 | Peter Tosh                    |               | 3:01     |  |
| 15.     | «Knockin' on Heaven's Door»                                        | Bob Dylan                     |               | 4:21     |  |
| 16.     | «Someone Like You»                                                 | Arthur Louis                  |               | 4:30     |  |

| Disco 4 |                                  |                                                  |               |          |  |
| N.º     | Título                           | Escritor(es)                                     | Productor(es) | Duración |  |
| 1.      | «Hello Old Friend»               | Eric Clapton                                     |               | 3:34     |  |
| 2.      | «Sign Language»                  | Bob Dylan                                        |               | 2:56     |  |
| 3.      | «Further on Up the Road (Live)»  | Joe Medwich Veasey · Don D. Robey                |               | 6:18     |  |
| 4.      | «Lay Down Sally»                 | Eric Clapton · Marcy Levy · George Terry         |               | 3:50     |  |
| 5.      | «Wonderful Tonight»              | Eric Clapton                                     |               | 3:42     |  |
| 6.      | «Cocaine»                        | J.J. Cale                                        |               | 3:35     |  |
| 7.      | «Promises»                       | Richard Feldman · Roger Linn                     |               | 3:00     |  |
| 8.      | «If I Don't Be There by Morning» | Bob Dylan · Helen Springs                        |               | 4:34     |  |
| 9.      | «Double Trouble»                 | Otis Rush                                        |               | 8:01     |  |
| 10.     | «I Can't Stand It»               | Eric Clapton                                     |               | 4:09     |  |
| 11.     | «The Shape You're In»            | Eric Clapton                                     |               | 4:09     |  |
| 12.     | «Heaven Is One Step Away»        | Eric Clapton                                     |               | 4:09     |  |
| 13.     | «She's Waiting»                  | Eric Clapton · Peter Robinson                    |               | 4:55     |  |
| 14.     | «Too Bad»                        | Eric Clapton                                     |               | 2:37     |  |
| 15.     | «Miss You»                       | Eric Clapton · Greg Phillinganes · Bobby Columby |               | 5:05     |  |
| 16.     | «Wanna Make Love to You»         | Jerry Lynn Williams                              |               | 5:43     |  |
| 17.     | «After Midnight»                 | J.J. Cale                                        |               | 4:05     |  |

### Edición en vinilo
| Disco 1 - Cara A |                                                       |                  |               |          |  |
| N.º              | Título                                                | Escritor(es)     | Productor(es) | Duración |  |
| 1.               | «Boom Boom» (with The Yardbirds)                      | John Lee Hooker  |               | 2:25     |  |
| 2.               | «Honey in Your Hips» (with The Yardbirds)             | Keith Relf       |               | 2:18     |  |
| 3.               | «Baby What's Wrong» (with The Yardbirds)              | Jimmy Reed       |               | 2:40     |  |
| 4.               | «I Wish You Would» (with The Yardbirds)               | Billy Boy Arnold |               | 2:19     |  |
| 5.               | «A Certain Girl» (with The Yardbirds)                 | Naomi Neville    |               | 2:17     |  |
| 6.               | «Good Morning Little Schoolgirl» (with The Yardbirds) | H.G. Demarais    |               | 2:45     |  |
| 7.               | «I Ain't Got You» (with The Yardbirds)                | Calvin Carter    |               | 1:59     |  |
| 8.               | «For Your Love» (with The Yardbirds)                  | Graham Gouldman  |               | 2:29     |  |
| 9.               | «Got to Hurry» (with The Yardbirds)                   | Oscar Rasputin   |               | 2:35     |  |

| Disco 1 - Cara B |                                                                             |                               |               |          |  |
| N.º              | Título                                                                      | Escritor(es)                  | Productor(es) | Duración |  |
| 1.               | «Lonely Years» (with John Mayall & the Bluesbreakers)                       | John Mayall                   |               | 3:17     |  |
| 2.               | «Bernard Jenkins» (with John Mayall & the Bluesbreakers)                    | Eric Clapton                  |               | 3:47     |  |
| 3.               | «Hideaway» (with John Mayall & the Bluesbreakers)                           | Freddie King · Sonny Thompson |               | 3:14     |  |
| 4.               | «All Your Love» (with John Mayall & the Bluesbreakers)                      | Willie Dixon · Otis Rush      |               | 3:34     |  |
| 5.               | «Ramblin' On My Mind» (with John Mayall & the Bluesbreakers)                | Robert Johnson                |               | 3:07     |  |
| 6.               | «Have You Ever Loved a Woman (Live)» (with John Mayall & the Bluesbreakers) | Billy Myles                   |               | 6:41     |  |

| Disco 2 - Cara A |                                               |                                                           |               |          |  |
| N.º              | Título                                        | Escritor(es)                                              | Productor(es) | Duración |  |
| 1.               | «Wrapping Paper» (with Cream)                 | Jack Bruce · Pete Brown                                   |               | 2:21     |  |
| 2.               | «I Feel Free» (with Cream)                    | Jack Bruce · Pete Brown                                   |               | 2:52     |  |
| 3.               | «Spoonful» (with Cream)                       | Willie Dixon                                              |               | 6:30     |  |
| 4.               | «Lawdy Mama (Live at the BBC)» (with Cream)   | Traditional                                               |               | 1:50     |  |
| 5.               | «Strange Brew» (with Cream)                   | Eric Clapton · Felix Pappalardi · Gail Collins Pappalardi |               | 2:46     |  |
| 6.               | «Sunshine of Your Love» (with Cream)          | Eric Clapton · Jack Bruce · Pete Brown                    |               | 4:10     |  |
| 7.               | «Tales of Brave Ulysses» (with Cream)         | Eric Clapton · Martin Sharp                               |               | 2:46     |  |
| 8.               | «Steppin' Out (Live at the BBC)» (with Cream) | Bracken                                                   |               | 3:31     |  |

| Disco 2 - Cara B |                                             |                                |               |          |  |
| N.º              | Título                                      | Escritor(es)                   | Productor(es) | Duración |  |
| 1.               | «Anyone for Tennis» (with Cream)            | Eric Clapton · Martin Sharp    |               | 2:37     |  |
| 2.               | «White Room» (with Cream)                   | Jack Bruce · Pete Brown        |               | 4:56     |  |
| 3.               | «Crossroads (Live)» (with Cream)            | Robert Johnson                 |               | 4:14     |  |
| 4.               | «Badge» (with Cream)                        | Eric Clapton · George Harrison |               | 2:43     |  |
| 5.               | «Presence of the Lord» (with Blind Faith)   | Eric Clapton                   |               | 4:48     |  |
| 6.               | «Can't Find My Way Home» (with Blind Faith) | Steve Winwood                  |               | 3:15     |  |
| 7.               | «Sleeping in the Ground» (with Blind Faith) | Sam Myers                      |               | 2:50     |  |

| Disco 3 - Cara A |                                                 |                                |               |          |  |
| N.º              | Título                                          | Escritor(es)                   | Productor(es) | Duración |  |
| 1.               | «Comin' Home» (with Delaney & Bonnie & Friends) | Eric Clapton · Bonnie Bramlett |               | 3:13     |  |
| 2.               | «Blues Power»                                   | Eric Clapton · Leon Russell    |               | 3:06     |  |
| 3.               | «After Midnight»                                | J.J. Cale                      |               | 3:17     |  |
| 4.               | «Let It Rain»                                   | Eric Clapton · Bonnie Bramlett |               | 5:01     |  |
| 5.               | «Tell the Truth» (with Derek and the Dominos)   | Eric Clapton · Bobby Whitlock  |               | 3:23     |  |
| 6.               | «Roll It Over» (with Derek and the Dominos)     | Eric Clapton · Bobby Whitlock  |               | 4:29     |  |

| Disco 3 - Cara B |                                                          |                                  |               |          |  |
| N.º              | Título                                                   | Escritor(es)                     | Productor(es) | Duración |  |
| 1.               | «Layla» (with Derek and the Dominos)                     | Eric Clapton · Jim Gordon        |               | 7:07     |  |
| 2.               | «Mean Old World» (with Derek and the Dominos)            | Jacobs                           |               | 3:50     |  |
| 3.               | «Key to the Highway (Live)» (with Derek and the Dominos) | Big Bill Broonzy · Charles Segar |               | 6:27     |  |
| 4.               | «Crossroads (Live)» (with Derek and the Dominos)         | Robert Johnson                   |               | 8:17     |  |

| Disco 4 - Cara A |                                                                    |                               |               |          |  |
| N.º              | Título                                                             | Escritor(es)                  | Productor(es) | Duración |  |
| 1.               | «Got to Get Better in a Little While» (with Derek and the Dominos) | Eric Clapton                  |               | 5:31     |  |
| 2.               | «Evil» (with Derek and the Dominos)                                | Willie Dixon                  |               | 4:25     |  |
| 3.               | «One More Chance» (with Derek and the Dominos)                     | Eric Clapton                  |               | 3:17     |  |
| 4.               | «Mean Old Frisco» (with Derek and the Dominos)                     | Arthur Crudup                 |               | 4:02     |  |
| 5.               | «Snake Lake Blues» (with Derek and the Dominos)                    | Eric Clapton · Bobby Whitlock |               | 3:33     |  |

| Disco 4 - Cara B |                                |              |               |          |  |
| N.º              | Título                         | Escritor(es) | Productor(es) | Duración |  |
| 1.               | «Let It Grow»                  | Eric Clapton |               | 4:56     |  |
| 2.               | «Ain't That Lovin' You»        | Jimmy Reed   |               | 5:26     |  |
| 3.               | «Motherless Children»          | Traditional  |               | 4:51     |  |
| 4.               | «I Shot the Sheriff (Live)»    | Bob Marley   |               | 7:48     |  |
| 5.               | «Better Make It Through Today» | Eric Clapton |               | 4:05     |  |

| Disco 5 - Cara A |                                          |              |               |          |  |
| N.º              | Título                                   | Escritor(es) | Productor(es) | Duración |  |
| 1.               | «The Sky Is Crying»                      | Elmore James |               | 3:57     |  |
| 2.               | «I Found a Love»                         | Bridges      |               | 3:38     |  |
| 3.               | «(When Things Go Wrong) It Hurts Me Too» | Mel London   |               | 5:34     |  |
| 4.               | «Whatcha Gonna Do»                       | Peter Tosh   |               | 3:01     |  |
| 5.               | «Knockin' on Heaven's Door»              | Bob Dylan    |               | 4:21     |  |
| 6.               | «Someone Like You»                       | Arthur Louis |               | 4:30     |  |

| Disco 5 - Cara B |                                 |                                          |               |          |  |
| N.º              | Título                          | Escritor(es)                             | Productor(es) | Duración |  |
| 1.               | «Hello Old Friend»              | Eric Clapton                             |               | 3:34     |  |
| 2.               | «Sign Language» (con Bob Dylan) | Bob Dylan                                |               | 2:56     |  |
| 3.               | «Further on Up the Road (Live)» | Joe Medwich Veasey · Don D. Robey        |               | 6:18     |  |
| 4.               | «Lay Down Sally»                | Eric Clapton · Marcy Levy · George Terry |               | 3:50     |  |
| 5.               | «Wonderful Tonight»             | Eric Clapton                             |               | 3:42     |  |

| Disco 6 - Cara A |                                  |                              |               |          |  |
| N.º              | Título                           | Escritor(es)                 | Productor(es) | Duración |  |
| 1.               | «Cocaine»                        | J.J. Cale                    |               | 3:35     |  |
| 2.               | «Promises»                       | Richard Feldman · Roger Linn |               | 3:00     |  |
| 3.               | «If I Don't Be There by Morning» | Bob Dylan · Helen Springs    |               | 4:34     |  |
| 4.               | «Double Trouble (Live)»          | Rush                         |               | 8:01     |  |
| 5.               | «I Can't Stand It»               | Eric Clapton                 |               | 4:09     |  |
| 6.               | «The Shape You're In»            | Eric Clapton                 |               | 4:09     |  |

| Disco 6 - Cara B |                           |                                                  |               |          |  |
| N.º              | Título                    | Escritor(es)                                     | Productor(es) | Duración |  |
| 1.               | «Heaven Is One Step Away» | Eric Clapton                                     |               | 4:09     |  |
| 2.               | «She's Waiting»           | Eric Clapton · Peter Robinson                    |               | 4:55     |  |
| 3.               | «Too Bad»                 | Eric Clapton                                     |               | 2:37     |  |
| 4.               | «Miss You»                | Eric Clapton · Greg Phillinganes · Bobby Columby |               | 5:05     |  |
| 5.               | «Wanna Make Love to You»  | Jerry Lynn Williams                              |               | 5:43     |  |
| 6.               | «After Midnight»          | J.J. Cale                                        |               | 4:05     |  |

## Posición en listas
| Lista (1988–2016)                                | Posición |
| ------------------------------------------------ | -------- |
| Países Bajos (Album Top 100)                     | 17       |
| Grecia (IFPI)                                    | 44       |
| Japón (Oricon)                                   | 15       |
| Suecia (Sverigetopplistan)                       | 20       |
| Reino Unido (OCC)                                | 20       |
| Estados Unidos (Billboard 200)                   | 34       |
| Estados Unidos (Billboard Top Pop Compact Discs) | 1        |